# Gaston Maurice Julia

Ett exempel på Juliamängden.

Gaston Maurice Julia, född 3 februari 1893 i Sidi Bel Abbes i Franska Algeriet, död 19 mars 1978 i Paris, var en fransk soldat och matematiker.

## Ungdom
Julia föddes i den algeriska staden Sidi Bel Abbes på den tiden landet var under franskt styre. I sin ungdom intresserade han sig för matematik och musik men hans studier avbröts då Frankrike drogs med i första världskriget. Då blev han inkallad till tjänst i den franska armén. Julia blev svårt skadad i ansiktet och förlorade då sin näsa. Efter ett antal mindre lyckade operationer bestämde sig Julia för att, under resten av sitt liv, använda en läderlapp som täckte den plats där hans näsa en gång suttit.

## Matematiska bedrifter
I slutet av 1920-talet utvecklade han funktioner som en annan fransk matematiker, Pierre Fatou, experimenterat med 15 år tidigare, metoder som itererar enkla komplexvärda funktioner. Julias arbeten glömdes helt bort tills Benoît Mandelbrot nämnde dem i sina arbeten. Han har efter detta fått ge sitt namn åt fraktalen Juliamängden, som bygger på en funktion som först Fatou och sedan Julia utvecklade. Ytterligare en fraktal, Mandelbrotmängden, bygger på denna funktion.